# Chrysoprasis valida
Chrysoprasis valida är en skalbaggsart som beskrevs av Bates 1870. Chrysoprasis valida ingår i släktet Chrysoprasis och familjen långhorningar. Inga underarter finns listade i Catalogue of Life.